# Linfopoyesis
La linfopoyesis es el proceso mediante el cual se forman los linfocitos.

## Proceso
La linfopoyesis comienza desde una célula madre hematopoyética pluripotente, que gracias a la acción de las interleuquinas, en concreto la Interleucina 7, se especializa en tejido linfoide, el que a la vez por acción de interleucina 3 y la interleucina 4 se especializan en linfocitos T y linfocitos B, respectivamente.